# Vrabec skalní

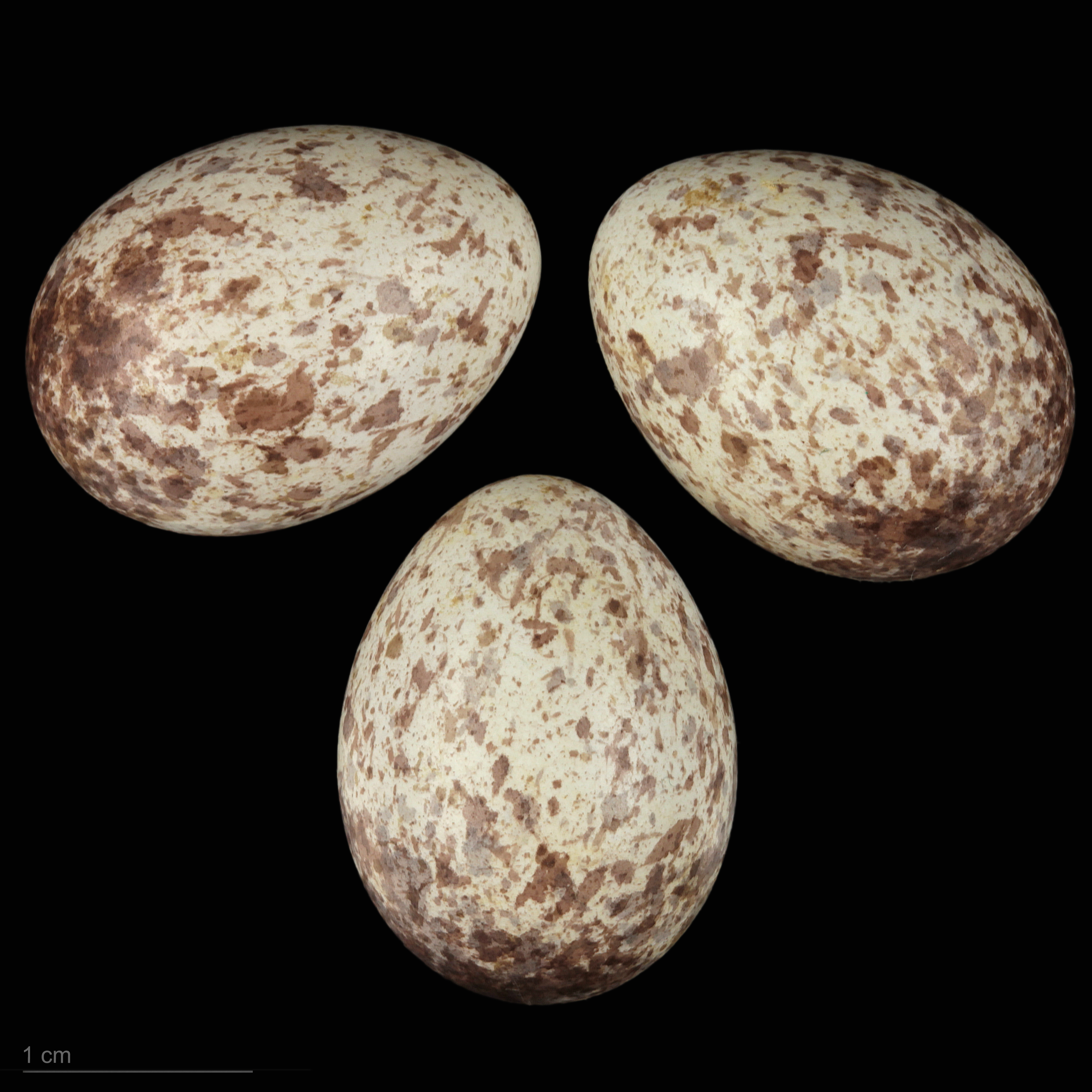
Petronia petronia barbara

Vrabec skalní (Petronia petronia) je malý pěvec z čeledi Passeridae, jediný zástupce rodu Petronia. Vyskytuje se na neúrodných skalnatých kopcích od Pyrenejského poloostrova a západu severní Afriky, přes jižní Evropu, palearktickou Sibiř po severní a střední Čínu. Na západě svého areálu se nestěhuje, ale asijští ptáci se stěhují na zimu do jižnějších oblastí nebo se stěhují z hor do nížin.

## Taxonomie
První formální popis vrabce skalního byl švédským přírodovědcem Carlem Linné v roce 1766 ve dvanáctém vydání jeho Systema Naturae. Zavedl binomický název „Fringilla petronia“. Nyní je to jediný druh z rodu Petronia, který zavedl německý přírodovědec Johann Jakob Kaup v roce 1829. „Petronia“ je místní název pro vrabce skalního v oblasti Boloně v Itálii.
Uznává se sedm poddruhů:
- P. p. petronia (Linnaeus, 1766) – Madeira a Kanárské ostrovy, jižní Evropa až západní Turecko
- P. p. barbara Erlanger, 1899 – severozápadní Afrika
- P. p. puteicola Festa, 1894 – jižní Turecko až Jordánsko
- P. p. exigua ( Hellmayr, 1902) – střední Turecko po Kavkaz, severní Írán a severní Irák
- P. p. kirhizica Sushkin, 1925 – od Kaspického moře do Kyrgyzstánu
- P. p. intermedia Hartert, 1901 – Írán a severní Afghánistán až severozápad Číny
- P. p. brevirostris Taczanowski, 1874 – Mongolsko, jižní střední Sibiř a severní a střední Čína

Některé další druhy, které byly dříve řazeny do rodu Petronia, byly přesunuty do příbuzných rodů Gymnoris (Petronia superciliaris, Petronia dentata, Petronia xanthocollis) a Carpospiza (Petronia brachydactyla).

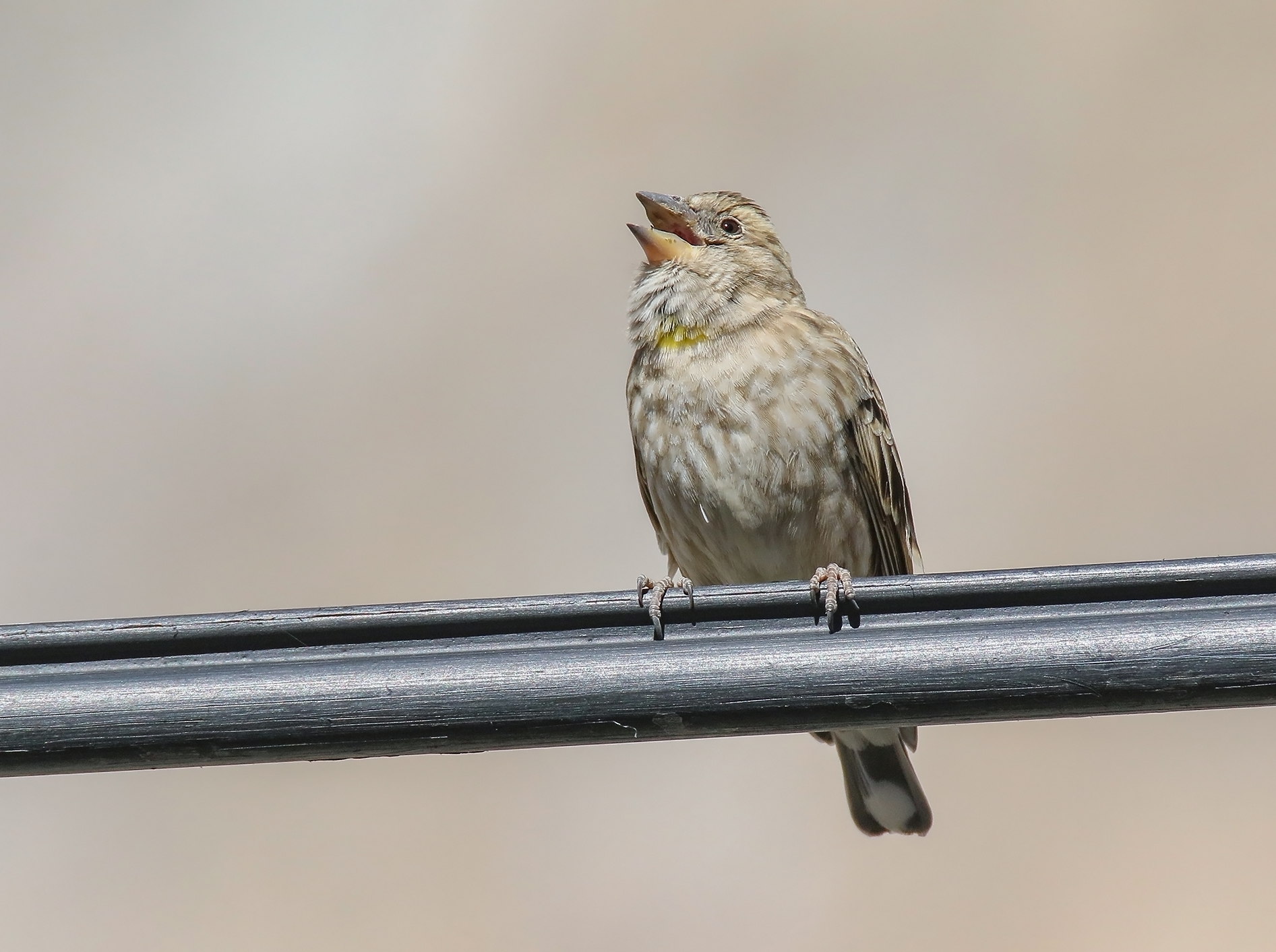
Při zpěvu je žlutá skvrna na krku vrabce skalního lépe patrná

## Popis
Vrabec skalní je přibližně stejně velký jako vrabec domácí, ale má větší, kuželovitější zobák s narůžovělou spodní čelistí. Je asi 14-17 cm dlouhý a váží cca 35 g. Má šedohnědý proužkovaný hřbet a křídla, zespodu je z větší části hustě hnědošedě skvrnitý na bělavém podkladě. V horní části prsou pod hrdlem má malou, výraznou, ale v sedu málo viditelnou žlutou skvrnu, díky níž byl někdy prezentován pod českým názvem „vrabec žlutokrký“. Pohlavní dimorfismus je málo patrný. Ozývá se hlasitým sípavým zpěvem.

## Ekologie
Hnízdí nejčastěji ve skalních štěrbinách, ale také v ruinách, v dutinách budov i stromů. Hnízdo vytváří ze stébel a z peří. Od dubna do června má 2 snůšky po 4-5(-7) vejcích. O mláďata pečují oba rodiče. Jsou velmi společenští.
Celoročně se živí semeny a bobulemi. Mláďata krmí převážně hmyzem. Potravu hledají zejména na zemi.